# Подбрано - част 1
„Подбрано – част 1“ е студиен албум на българския музикант Георги Минчев издаден 2005 г.

## Списък на песните
1. „Блажени години“
2. „Българският рок“
3. „Бяла тишина“
4. „Юли“
5. „Сребърни ята“
6. „Флирт със собствена жена“
7. „Купонът тече“
8. „Музикантска съдба“
9. „Някога, някога“
10. „Рок енд рол в събота“
11. „Въпроси“
12. „Блудният син“
13. „Стар избелял албум“
14. „Гадже бонбон“
15. „Кажете „НЕ““
16. „Закъснели срещи“
17. „Зарезан“
18. „Равносметка“

## Музиканти
Според книжката от албума:
- Георги Минчев – вокал
- Иван Лечев – китари
- Жоро Марков – ударни
- Цветан Петров – тромпет
- Ивайло Крайчовски – бас китари
- Кузман Бирбучуков – китари, бас
- Недялко Нейков – барабанен компютър, програмиране
- Йордан Капитанов – тромпет
- Константин Атанасов – китари, барабанен компютър, програмиране
- Румен Бояджиев – клавишни, синтезатори, програмиране
- Християн Цеков – синтезатори